# Mailly-le-Château
Pour les articles homonymes, voir Mailly et Château (homonymie).
Mailly-le-Château est une commune française située dans le département de l'Yonne en région Bourgogne-Franche-Comté.

## Géographie
Mailly se trouve au bord de l'Yonne, accrochée aux vestiges fossiles de l'un des plus hauts récifs coralliens d'Europe. Le village est aux confins géologique du plateau de Bourgogne (calcaire) et en limite du Morvan granitique.

### Climat
Pour des articles plus généraux, voir Climat de la Bourgogne-Franche-Comté et Climat de l'Yonne.
En 2010, le climat de la commune est de type climat océanique dégradé des plaines du Centre et du Nord, selon une étude du Centre national de la recherche scientifique s'appuyant sur une série de données couvrant la période 1971-2000. En 2020, Météo-France publie une typologie des climats de la France métropolitaine dans laquelle la commune est exposée à un climat océanique altéré et est dans une zone de transition entre les régions climatiques « Lorraine, plateau de Langres, Morvan » et « Centre et contreforts nord du Massif Central ».
Pour la période 1971-2000, la température annuelle moyenne est de 10,8 °C, avec une amplitude thermique annuelle de 15,8 °C. Le cumul annuel moyen de précipitations est de 732 mm, avec 11,6 jours de précipitations en janvier et 7,6 jours en juillet. Pour la période 1991-2020, la température moyenne annuelle observée sur la station météorologique de Météo-France la plus proche, « Merry-sur-Yonne », sur la commune de Merry-sur-Yonne à 4 km à vol d'oiseau, est de 11,5 °C et le cumul annuel moyen de précipitations est de 776,9 mm. 
La température maximale relevée sur cette station est de 40,7 °C, atteinte le 7 août 2003 ; la température minimale est de −22 °C, atteinte le 16 janvier 1985,,.
Les paramètres climatiques de la commune ont été estimés pour le milieu du siècle (2041-2070) selon différents scénarios d'émission de gaz à effet de serre à partir des nouvelles projections climatiques de référence DRIAS-2020. Ils sont consultables sur un site dédié publié par Météo-France en novembre 2022.

## Urbanisme

### Typologie
Au 1er janvier 2024, Mailly-le-Château est catégorisée commune rurale à habitat dispersé, selon la nouvelle grille communale de densité à sept niveaux définie par l'Insee en 2022.
Elle est située hors unité urbaine. Par ailleurs la commune fait partie de l'aire d'attraction d'Auxerre, dont elle est une commune de la couronne,. Cette aire, qui regroupe 104 communes, est catégorisée dans les aires de 50 000 à moins de 200 000 habitants,.

### Occupation des sols
L'occupation des sols de la commune, telle qu'elle ressort de la base de données européenne d’occupation biophysique des sols Corine Land Cover (CLC), est marquée par l'importance des forêts et milieux semi-naturels (63,4 % en 2018), une proportion identique à celle de 1990 (63,4 %). La répartition détaillée en 2018 est la suivante : 
forêts (63,4 %), terres arables (25,8 %), zones agricoles hétérogènes (6,4 %), prairies (2,8 %), zones urbanisées (1,6 %). L'évolution de l’occupation des sols de la commune et de ses infrastructures peut être observée sur les différentes représentations cartographiques du territoire : la carte de Cassini (XVIIIe siècle), la carte d'état-major (1820-1866) et les cartes ou photos aériennes de l'IGN pour la période actuelle (1950 à aujourd'hui).

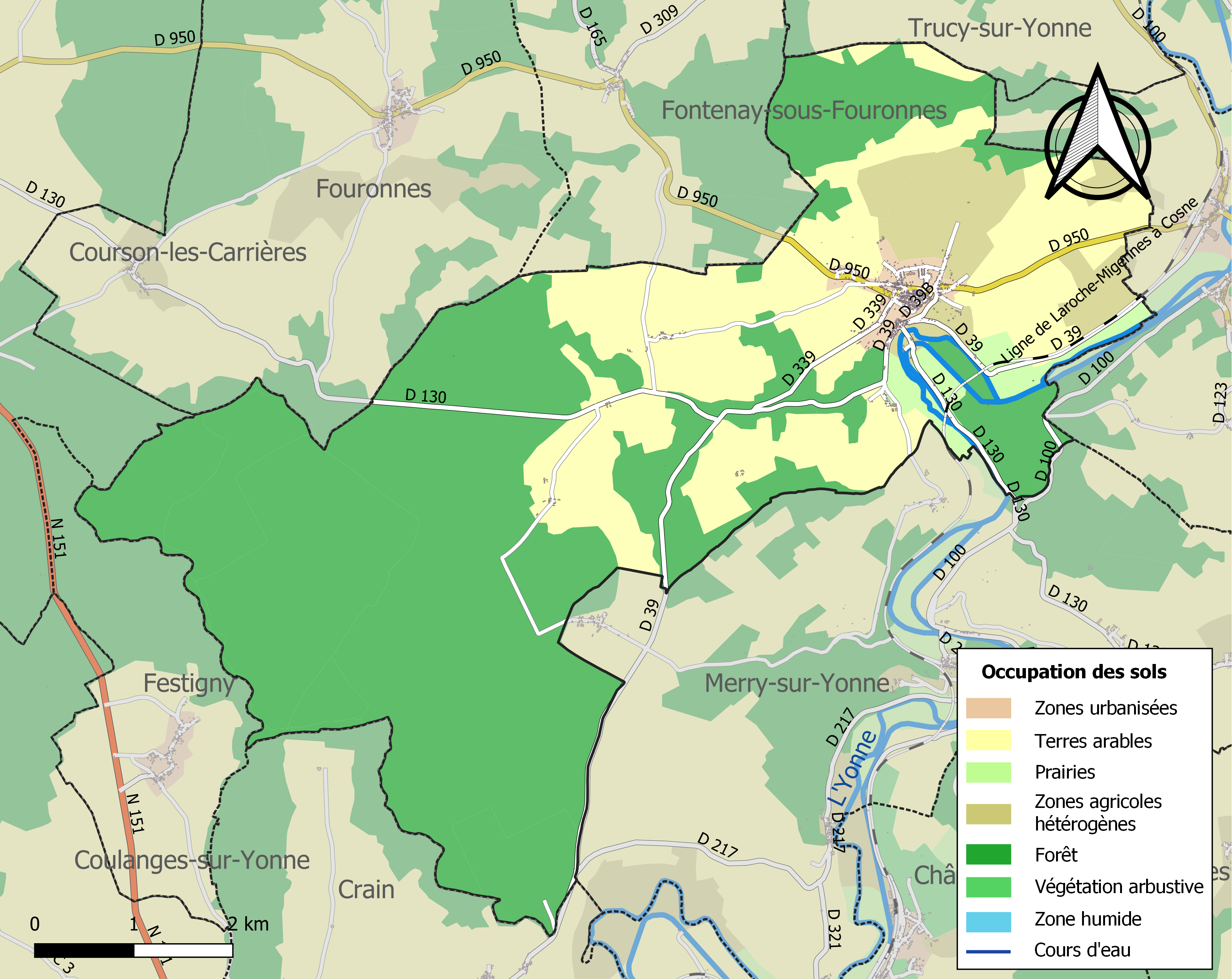
Carte des infrastructures et de l'occupation des sols de la commune en 2018 (CLC).

## Histoire
Un oppidum celte occupait le site vers le VIe siècle avant J.-C. Aux XIIe et  XIIIe siècles, l'activité de flottage du bois prit son essor. En témoignent le pont du XVe siècle et sa chapelle consacrée au patron des mariniers : Saint Nicolas.
Le comte de Nevers, pourvu après la mort du roi Robert le Pieux du comté d'Auxerre, entre en possession d'un patrimoine foncier humble, dont la forêt de Frétoy constitue un des rares fleurons. Comme Druyes, Mailly en constitue une des villégiatures. Sans doute de ce fait, un lignage de chevaliers éponymes s'y distingue avant 1110. Il porte le titre de chevalier en 1163. Il disparait après 1179.
De nombreux petits nobles sont dotés de droits sur la forêt (de La Ripe, de Brion, de Saint-Florentin, de Saisy, de Larroy, de Beuachasteau, de Beises, Dardeaux, d'Asnières, de Chevannes, de Restouls, Aliquan, Du Plessie, de Merry, de Chevreroche), mais aucun fief n'émerge pour autant. Jacques Lempereur, maître enquêteur des Eaux et Forêts du Roi aux pays de France, de Picardie, de Champagne et de Brie, aux bailliages de Sens et d'Auxerre, tient des assises à Mailly-le-Château le 9 juillet 1378.
La ville est le siège d'une prévôté comtale, dotée d'un prévôt (1415) ; d'un lieutenant (1330 ? -1618), d'un garde du scel (1380-1415), d'un procureur du Roi (1594). Elle dispose d'un notaire royal (1574).
Les lieux sont âprement disputés pendant la guerre de Cent Ans et les guerres civiles dites de Religion. En 1368, Jean de Saint-Lou est capitaine de la place. En 1428, la ville est tenue par les Armagnacs. Elle est reprise par les Bourguignons et confiée à la garde de Jehan de Digoine bailli d'Auxois et du sire de Chastellux. Les Armagnacs décident de la reprendre en 1426. À nouveau, les Bourguignons mobilisent de l'artillerie et obtiennent la capitulation. Simon Lemoine en devient le capitaine. Les Armagnacs reviennent à nouveau, commandés par Renaud Guillen capitaine de Cosne, en 1433. En 1444-1445, Jasseran est capitaine du lieu. En 1470-1471, Guillaume Dubois, capitaine dudit Mailly, demande des renforts au duc de Bourgogne pour faire lever le siège de Coulanges-la-Vineuse. En 1562, Jean de Gensfort devient capitaine-châtelain en remplacement de François de Courtenay, décédé. En juillet 1570, la cavalerie royale du maréchal de Cossé s'empare de la ville. Trois des six arches du pont en bois sont ruinées. Un droit de 20 sous par charrette de bois passant par le pont est prélevé.
Le 30 octobre 1606, un incendie détruit 66 faîtes de maisons. La ville demeure importante ; un lieutenant en l'élection particulière de Mailly-le-Châtel y siège en 1620 et 1631, un élu en 1646.
En 1633, le prince de Condé achète la seigneurie sur les héritiers d'Anne de Rochefort, poursuivis à la requête de Françoise de Sufferte. Il y prend les eaux, en revenant du siège infructueux de Dole, en septembre 1636. Le prince et son fils (le futur Grand Condé) viennent sur place en 1633, 1634, 1635, 1636 et 1646, du temps de leur gouvernorat de Bourgogne. Ensuite, la seigneurie passe aux princes de Conti.

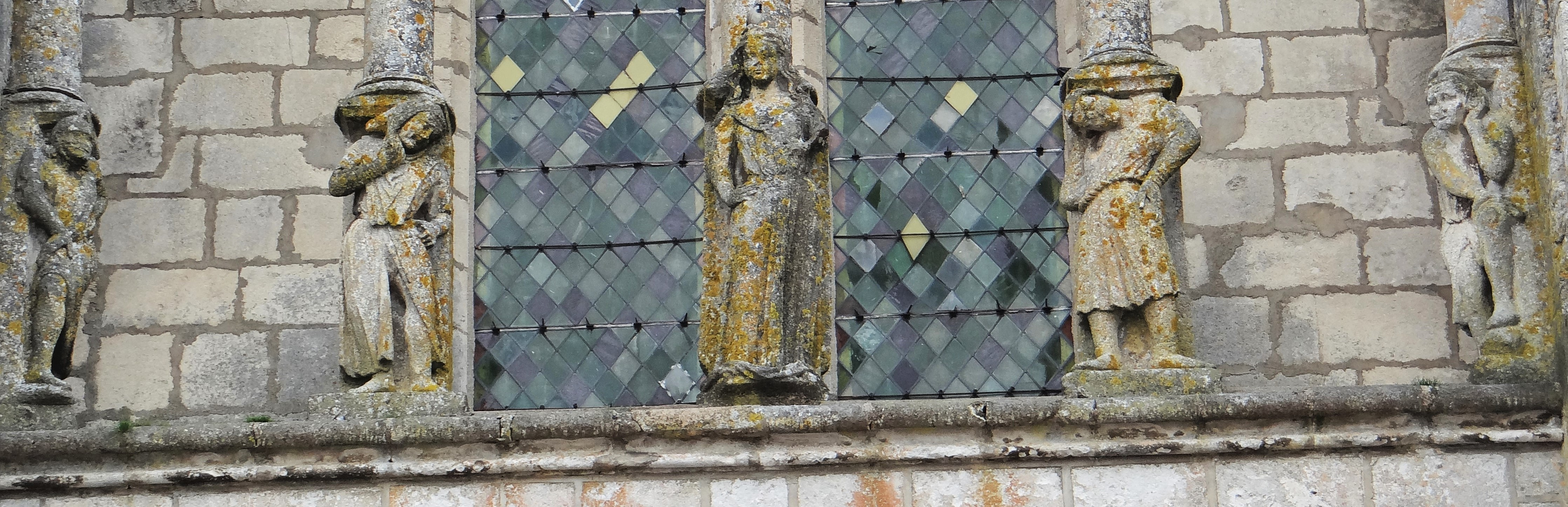
Fronton de l'église Saint-Adrien avec la comtesse Mathilde tenant la charte d'affranchissement des serfs, entourées desdits serfs.

Au cours de la Révolution française, la commune est nommée Mailly-le-Vineux. C'est au château de Mailly que fut écrite par Pierre II de Courtenay (~1165 - 1219), comte d'Auxerre (1185-1219)) et confirmée par sa fille Mathilde (1188-1257), la première charte d'affranchissement des serfs. Cette charte est considérée comme une pièce maîtresse dans la démarche sur l'abolition de l'esclavage en Europe. Au demeurant, l'église de Mailly-le-Château (qui date de cette époque (XIIe – XIIIe siècle) est un des rares édifices religieux à ne pas comporter un motif biblique en fronton.
Son fronton représente en effet la comtesse Mathilde tenant la charte d'affranchissement des serfs, entourées des dits serfs.

## Politique et administration
| Période       | Période       | Identité                  | Étiquette | Qualité                           |
| ------------- | ------------- | ------------------------- | --------- | --------------------------------- |
|               |               |                           |           |                                   |
| maire en 1886 | ?             | Louis-Aurore Prudot       |           |                                   |
| 1898          | 1904          | Achille Gautereau         |           |                                   |
| 1904          | 1914          | Gabriel Morin             |           |                                   |
| 1914          | 1919          | Léon Blondat              |           |                                   |
| 1919          | 1930          | Théophile Guilloux        |           |                                   |
| 1930          | 1936          | Léon Teinturier           |           |                                   |
| 1936          | 1941          | Marie Sauvajot            |           |                                   |
| 1941          | 1942          | Gaston Morin              |           | adjoint faisant fonction de maire |
| 1942          | 1945          | Fernand Delasselle        |           |                                   |
| 1945          | 1947          | Léon Teinturier           |           |                                   |
| 1947          | 1951          | Clément Bastide           | RPF       | Directeur d'usine                 |
| 1951          | 1965          | Célestin Fournier         |           |                                   |
| 1965          | 1983          | Robert Roger              |           |                                   |
| 1983          | 1984          | Henry Coudron             |           |                                   |
| 1984          | 1995          | Jean-Paul David           |           |                                   |
| 1995          | ????          | Christian Proust          |           |                                   |
| mars 2001     | décembre 2010 | Mme Claude Pautot-Jeannin |           | morte en cours de mandat          |
| janvier 2011  | En cours      | Philippe Gérard Quirin    |           | Employé                           |

## Démographie
L'évolution du nombre d'habitants est connue à travers les recensements de la population effectués dans la commune depuis 1793. Pour les communes de moins de 10 000 habitants, une enquête de recensement portant sur toute la population est réalisée tous les cinq ans, les populations de référence des années intermédiaires étant quant à elles estimées par interpolation ou extrapolation. Pour la commune, le premier recensement exhaustif entrant dans le cadre du nouveau dispositif a été réalisé en 2007.

En 2022, la commune comptait 523 habitants, en évolution de −6,77 % par rapport à 2016 (Yonne : −1,95 %, France hors Mayotte : +2,11 %).
| 1793 | 1800 | 1806  | 1821 | 1831  | 1836 | 1841  | 1846  | 1851  |
| ---- | ---- | ----- | ---- | ----- | ---- | ----- | ----- | ----- |
| 891  | 908  | 1 002 | 921  | 1 059 | 967  | 1 040 | 1 011 | 1 036 |

| 1856 | 1861  | 1866 | 1872 | 1876 | 1881 | 1886 | 1891 | 1896 |
| ---- | ----- | ---- | ---- | ---- | ---- | ---- | ---- | ---- |
| 973  | 1 016 | 990  | 912  | 905  | 938  | 949  | 903  | 866  |

| 1901 | 1906 | 1911 | 1921 | 1926 | 1931 | 1936 | 1946 | 1954 |
| ---- | ---- | ---- | ---- | ---- | ---- | ---- | ---- | ---- |
| 811  | 751  | 708  | 616  | 635  | 616  | 642  | 572  | 519  |

| 1962 | 1968 | 1975 | 1982 | 1990 | 1999 | 2006 | 2007 | 2012 |
| ---- | ---- | ---- | ---- | ---- | ---- | ---- | ---- | ---- |
| 508  | 452  | 489  | 501  | 555  | 609  | 591  | 589  | 577  |

| 2017 | 2022 | - | - | - | - | - | - | - |
| ---- | ---- | - | - | - | - | - | - | - |
| 554  | 523  | - | - | - | - | - | - | - |

## Lieux et monuments
- Cimetière de Mailly-le-Château et sa chapelle Saint-Siméon (seconde moitié du XIIe siècle), ancienne chapelle castrale ?[14] ;
- Église Saint-Adrien de Mailly-le-Château du XIIIe siècle ;
- Donjon de Mailly-le-Château (XIVe siècle) ;

- Au Bourg-Bas, pont sur l'Yonne (XVe siècle) et chapelle Saint-Nicolas (XVe siècle) ;
- Un tilleul de Sully (XVIIe siècle) ;
- Maison des Ports (XVIIIe siècle) ;
- Mairie (XIXe siècle) ;
- La fontaine au Loup, par Yves Varanguin (1992) ;
- Monument aux morts, enfant soldat de Max Blondat, classé monument historique.

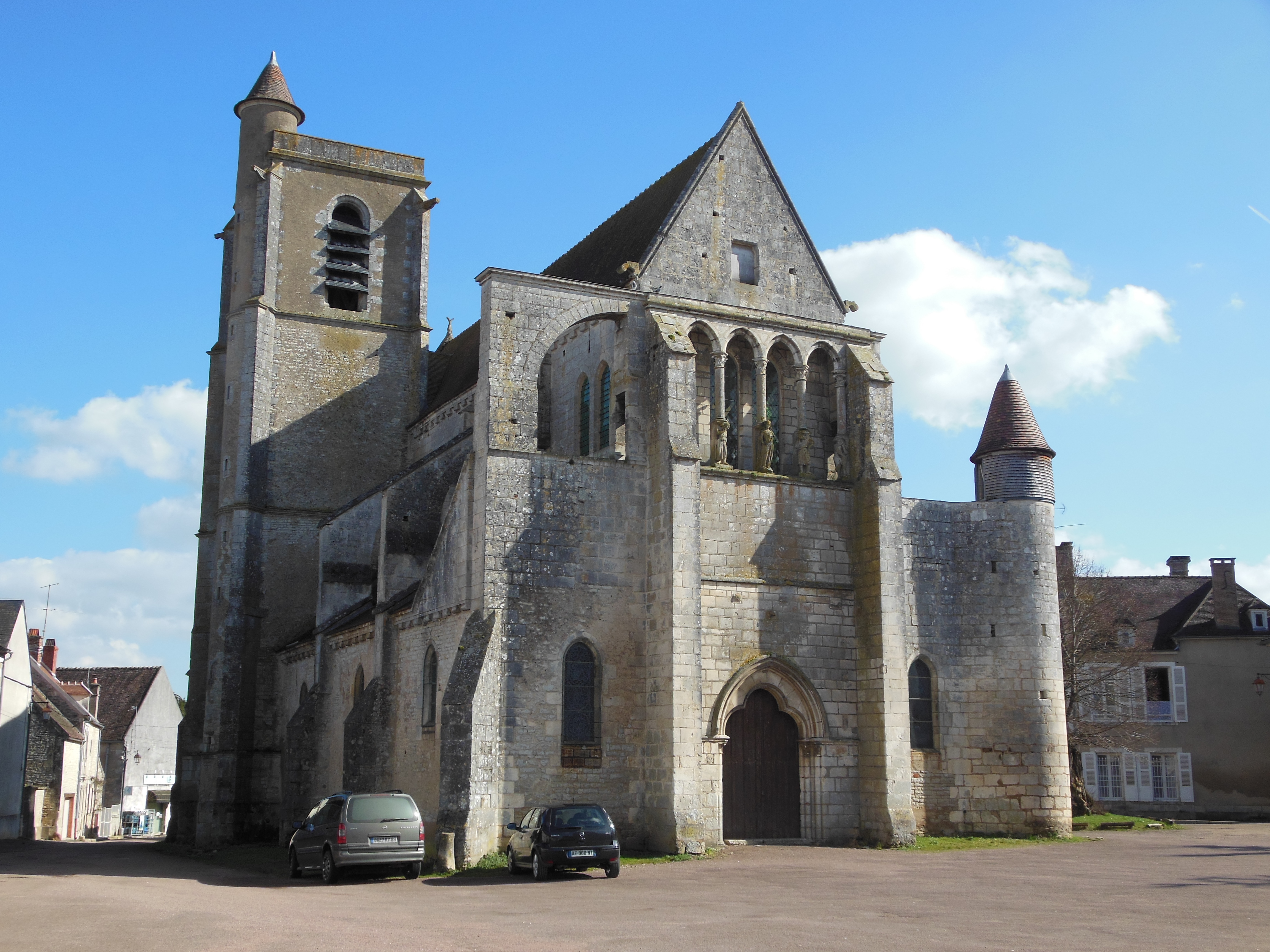
Église Saint-Adrien (XIIIe siècle).
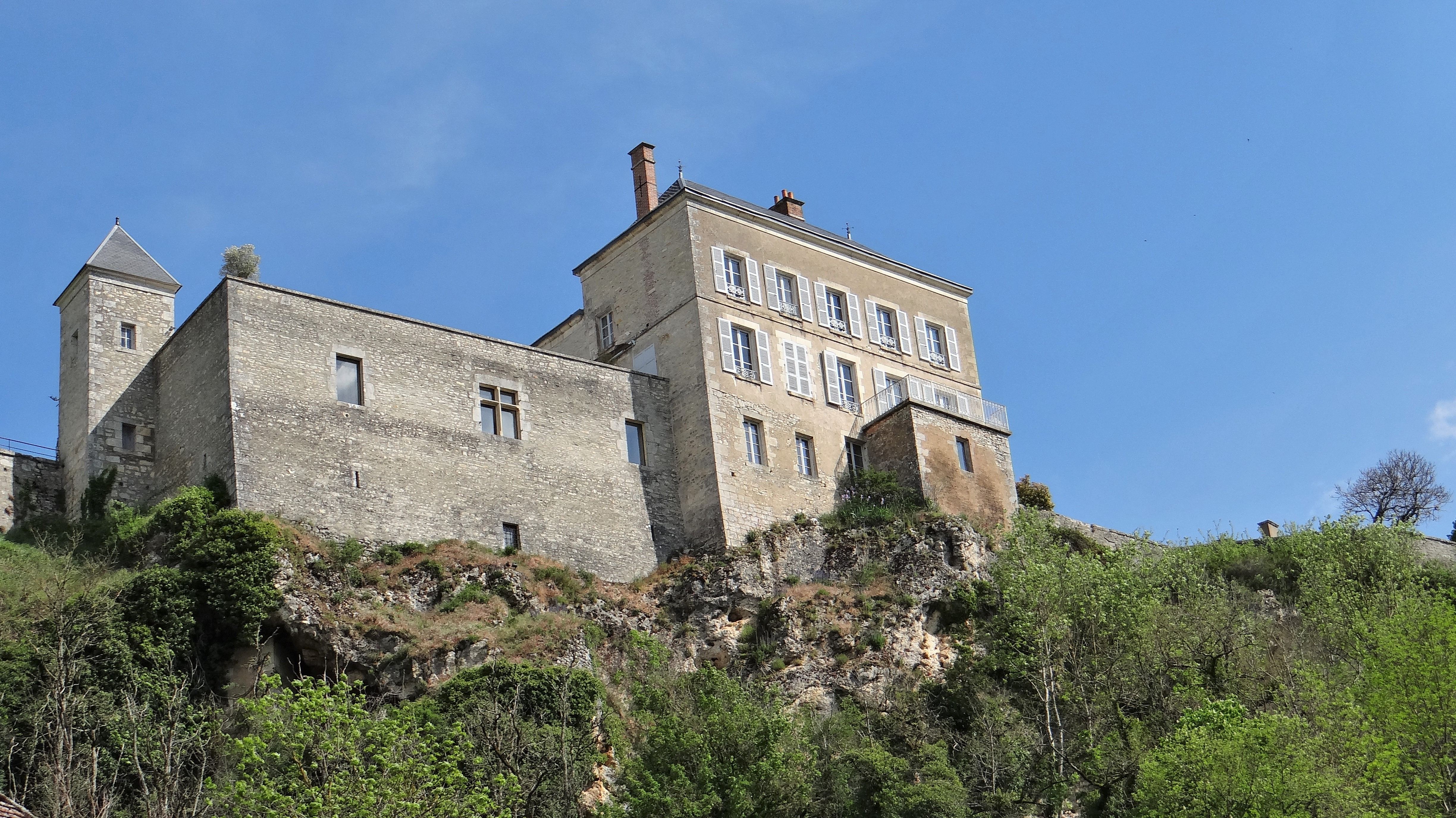
Donjon (XIVe siècle).
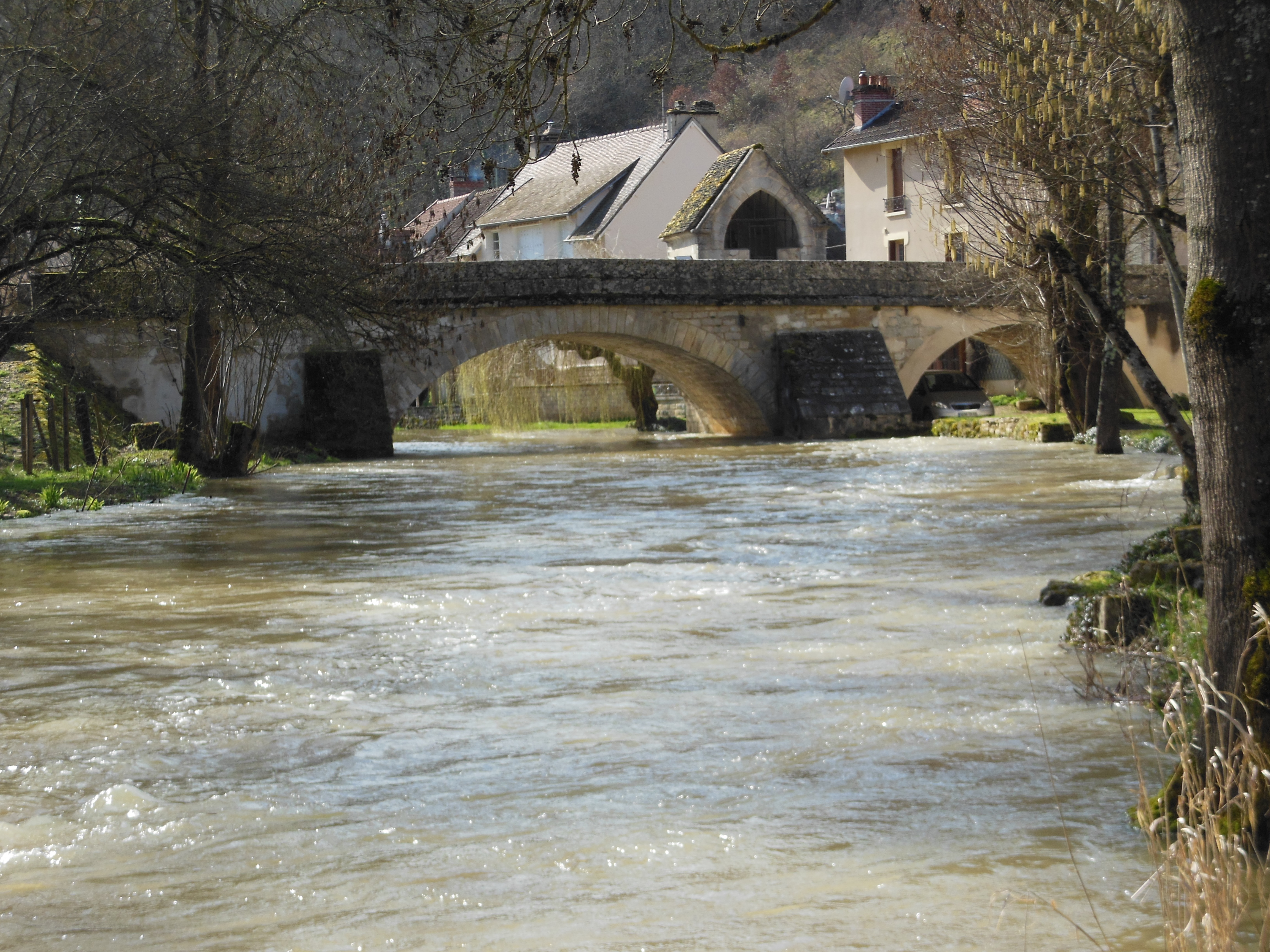
Pont sur l'Yonne (XVe siècle).
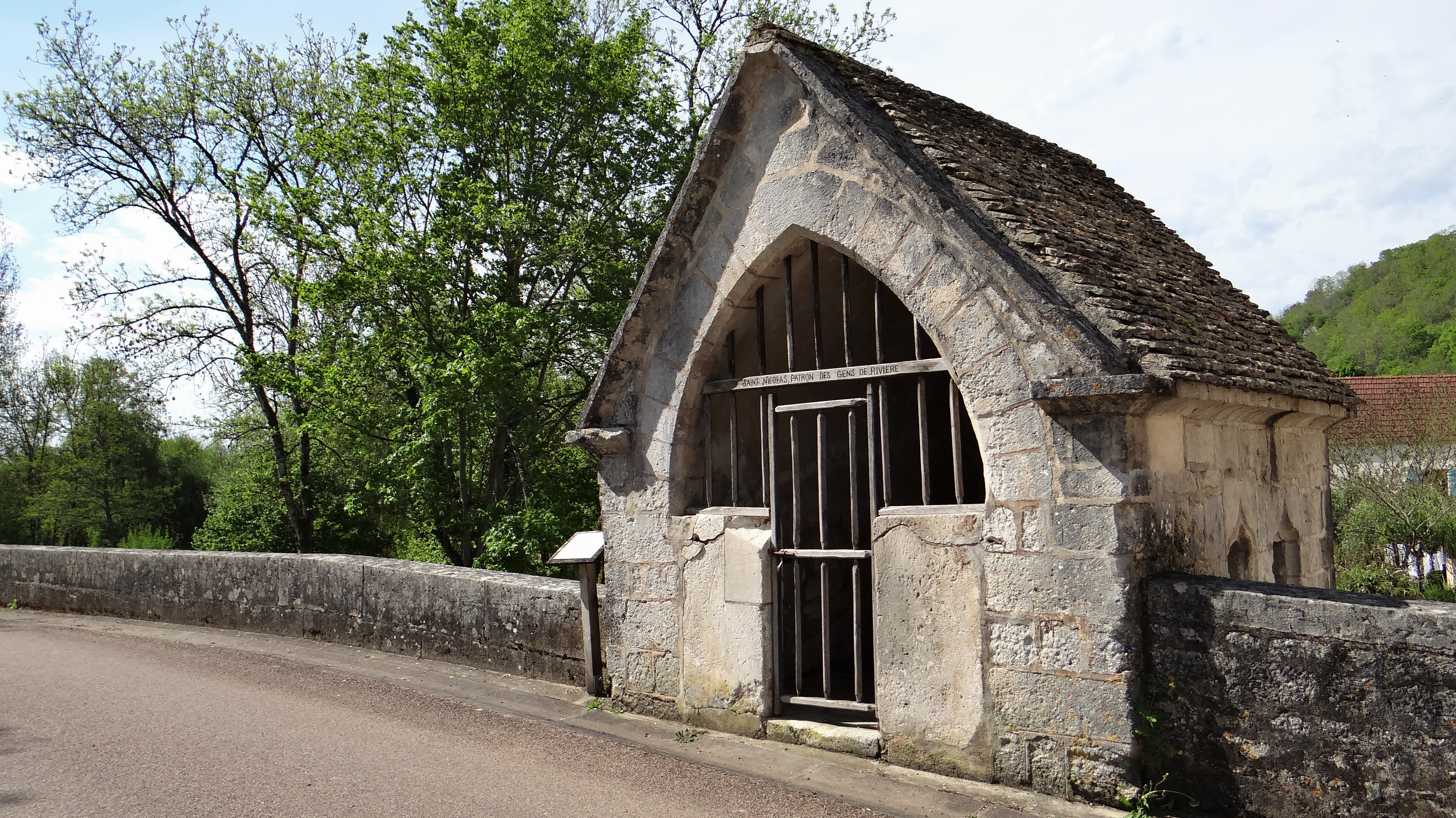
Chapelle Saint-Nicolas (XVe siècle).
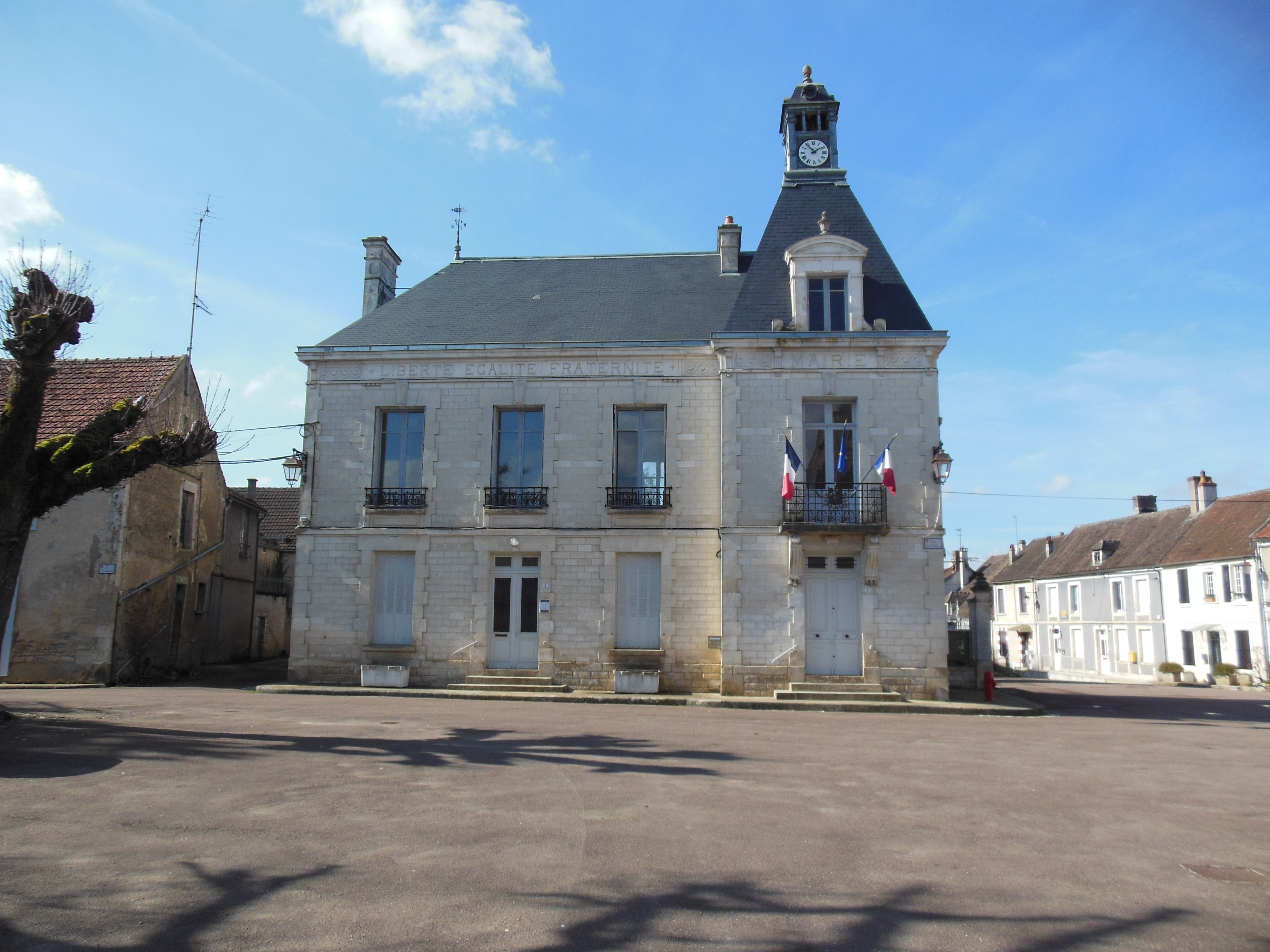
Mairie (XIXe siècle).
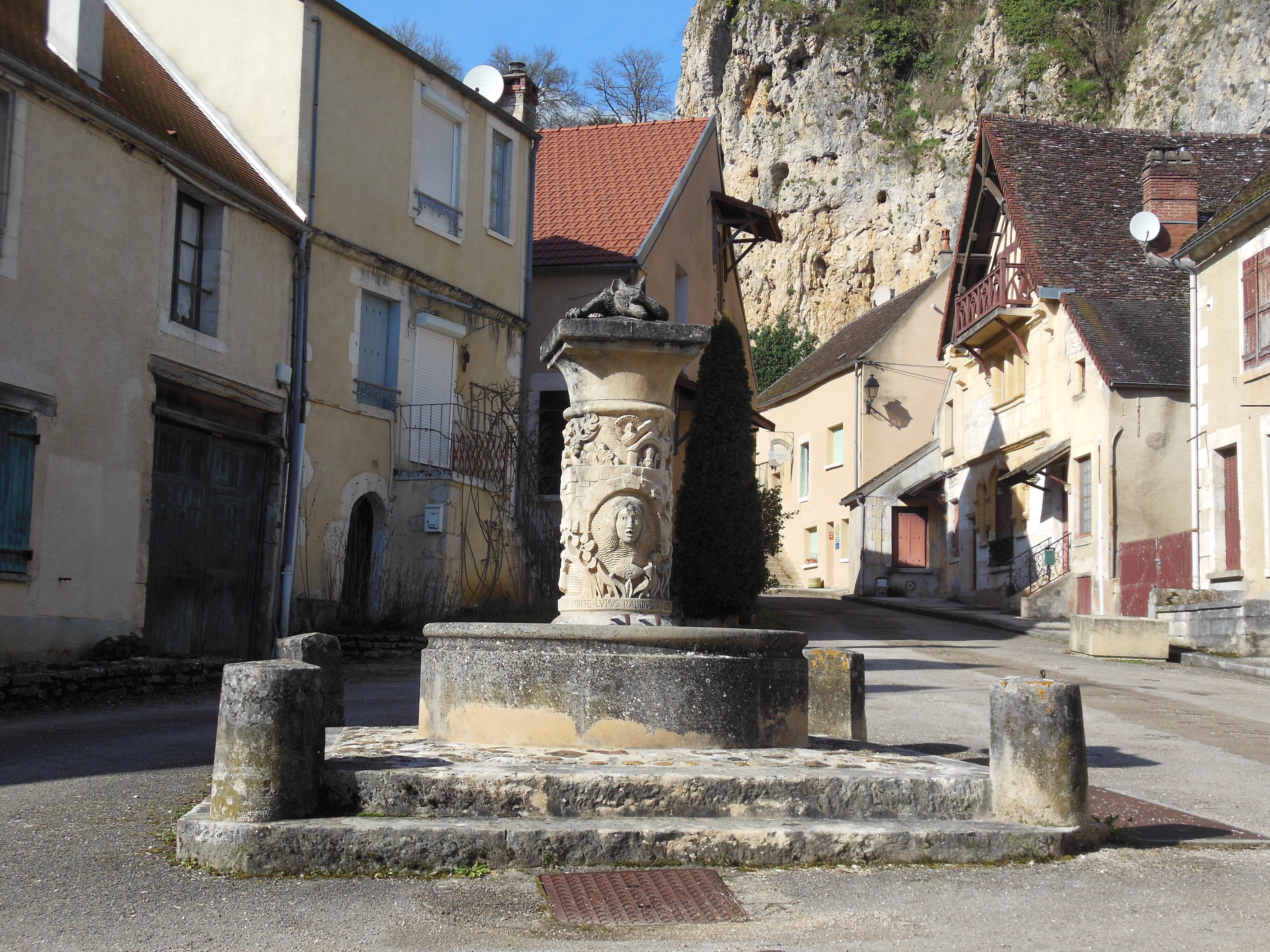
Fontaine au Loup (1992).
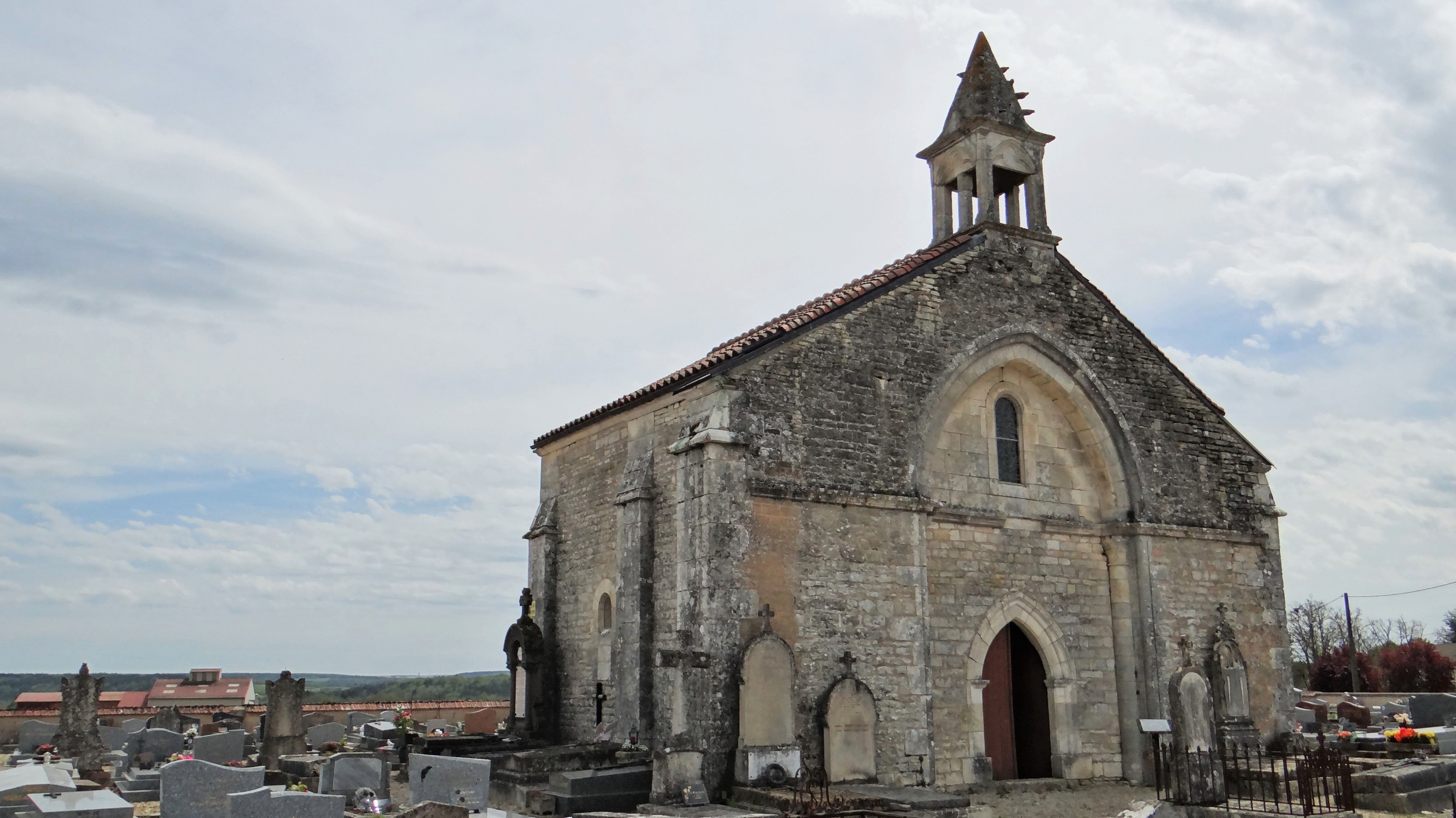
Chapelle Saint-Siméon (XIIe siècle).
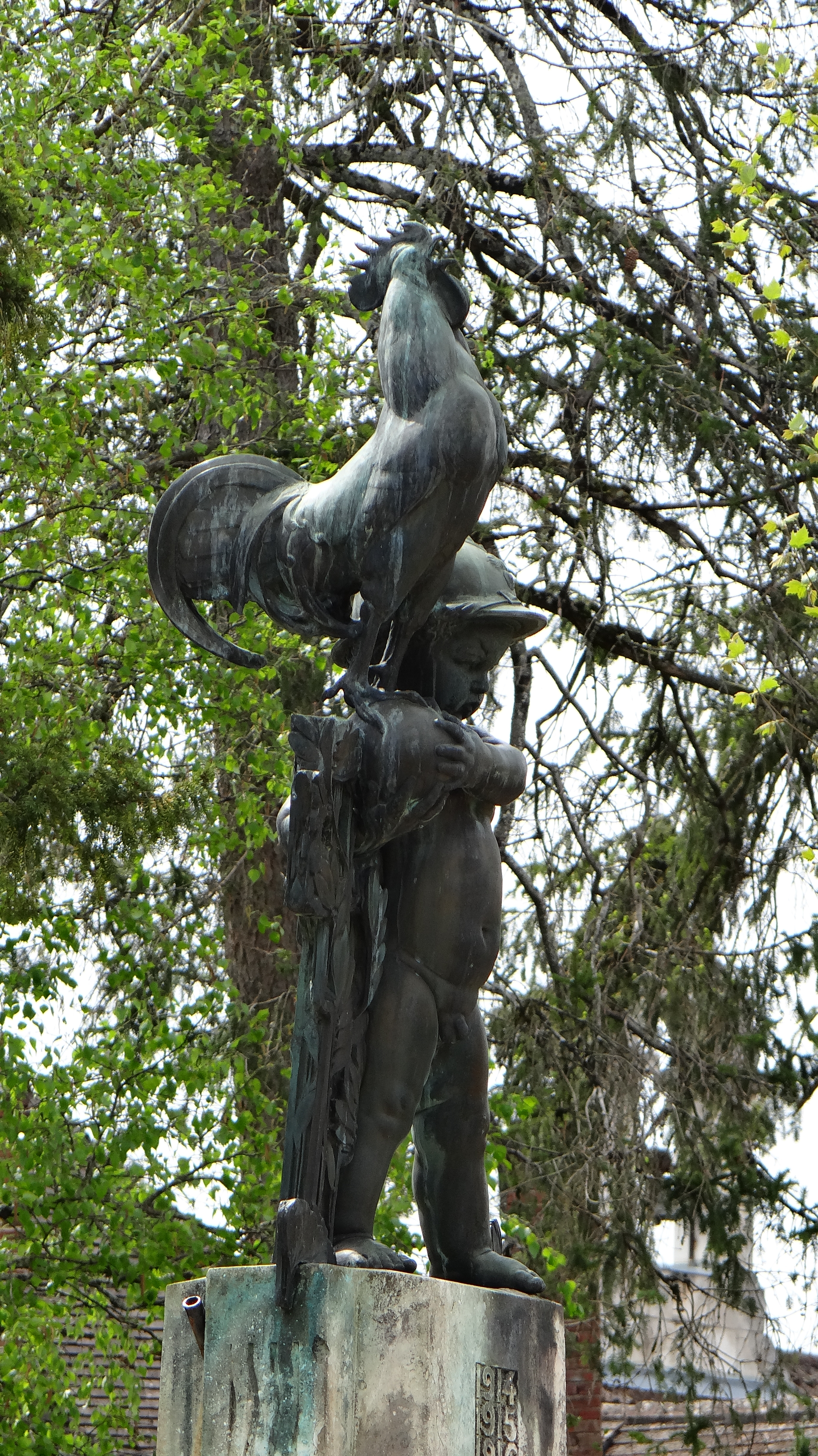
Monument aux morts.

## Blason de la commune
Le blason est de gueules à deux maillets d'or passés en sautoir, à une tour d'argent ouverte, ajourée et maçonnée de sable brochant sur le tout. Certaines armoiries sont représentées avec une porte close suivant les époques et les litiges avec les régions voisines.

## Personnalités liées à la commune
- Jean Quarré. Seigneur de Mailly-la-Ville et de Mailly-le-Château en 1315. Écuyer, il n'a que deux vassaux en 1323.
- Agnus Masquin. écuyer, seigneur de Mailly-le-Châtel en 1492-1498.
- Anne de Rochefort, seigneur de Mareul et Mailly-le-Château en 1594 et 1595. Capitaine de 50 hommes d'armes des ordonnances du Roi. Époux de Charlotte de Saultour.
- Jehan de La Roche, sieur du Puy, demeurant au lieudit La Roche, à l'orée de la forêt de Frétoy. Propriétaire de terres à Gy-l'Evêque. Il est cité de 1586 à 1610. Époux de Toinette de La Borde. Tuteur des enfants de Louis de La Borde, seigneur de Mouffy, condamné à être décapité place de Grève à Paris. Son fils Anne de La Roche et son petit-fils demeurent à La Roche durant le XVIIe siècle.
- Bernard Ménez, acteur, y est né en 1944.

## Pour approfondir